# Детское Евровидение — 2013
Детский конкурс песни Евровидение 2013 (англ. Junior Eurovision Song Contest 2013; укр. Дитячий пісенний конкурс Євробачення 2013) — 11-й детский конкурс песни Евровидение, который прошел 30 ноября 2013 года в столице Украины — Киеве во время Евромайдана. Местом проведения конкурса 10 апреля 2013 года был выбран Дворец «Украина». Украинским вещателем данного события была выбрана телекомпания НТУ. В России трансляцию осуществлял телеканал «Карусель», а не «Россия-1», как раньше. Киев принимал у себя конкурс уже во второй раз, первый состоялся в 2009 году. Это второй случай в истории детского конкурса, когда победитель предыдущего года принимает конкурс в текущем.

## Выбор организатора и место проведения

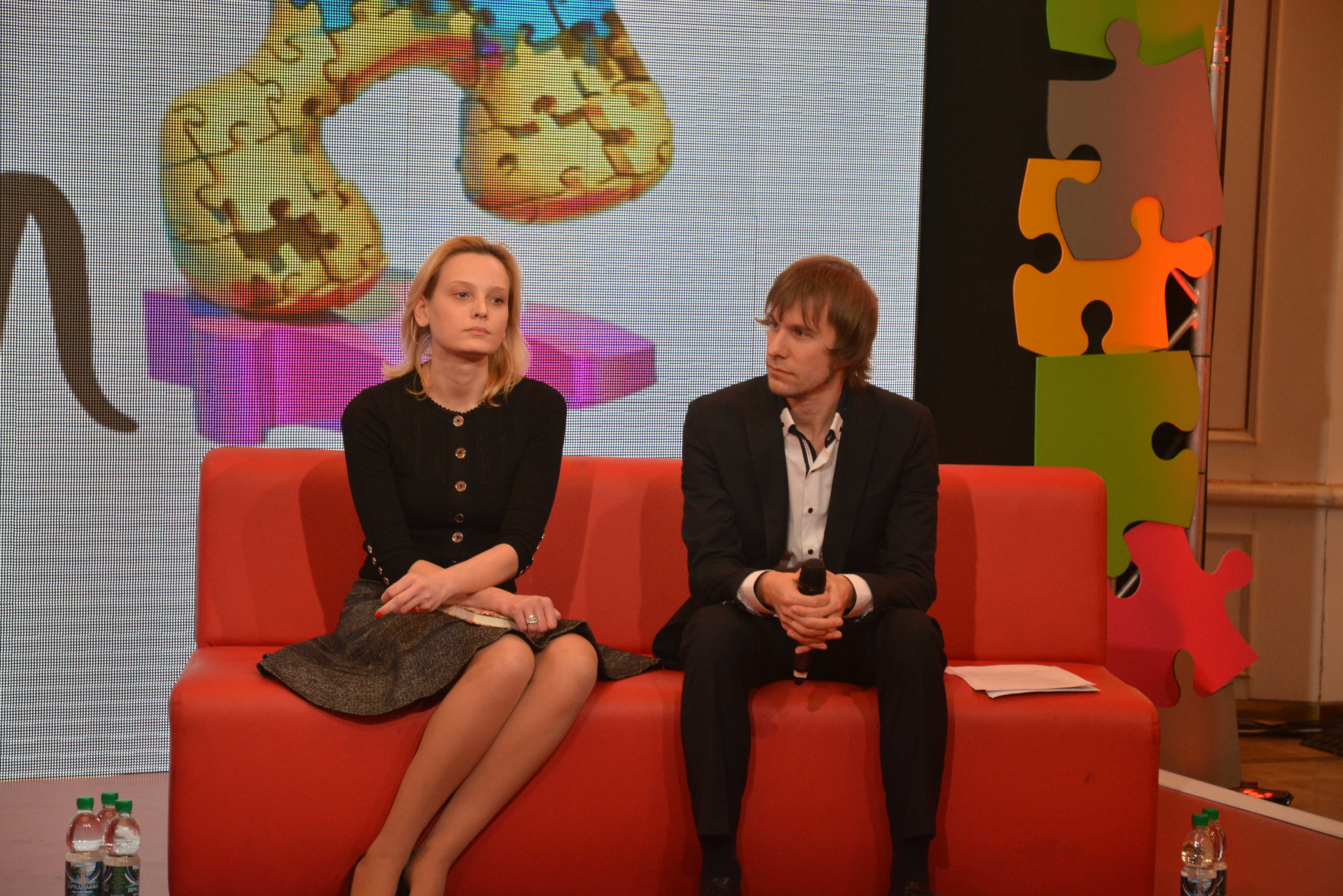
Пресс-конференция организаторов: Виктория Романова (исполнительный продюсер, НКТУ), Владислав Яковлев (исполнительный супервайзер ЕВС).

26 января 2013 года ЕВС объявил, что Украина проведет конкурс детской песни Евровидение 2013 в Киеве, 30 ноября в Дворце Украина. Позже было объявлено, что потенциально участвующие страны сами выберут дату проведения, но она осталась прежней — 30 ноября.
17 апреля стало известно, что Детское Евровидение состоится во Дворце «Украина». Официальным отелем был назначен «Alfavito», он находится в 5 минутах ходьбы от арены.
«Я очень доволен местом проведения — Национальный дворец искусств „Украина“. Увидев все особенности арены, могу сказать, что это место хорошо подходит для проведения конкурса и отвечает всем нашим требованиям», — заявил исполнительный супервайзер конкурса Владислав Яковлев.

## Изменения в правилах
В этом году приз вручался не только победителю, но и участникам занявшим второе, и третье место. Глашатаи сообщали результаты голосования прямо со сцены, а не с помощью прямого включения из стран-участниц. Теперь максимальная длительность песни составляла 3 минуты (ранее она должна была быть от 2 минут 30 секунд до 2 минут 45 секунд).

## Ведущие конкурса

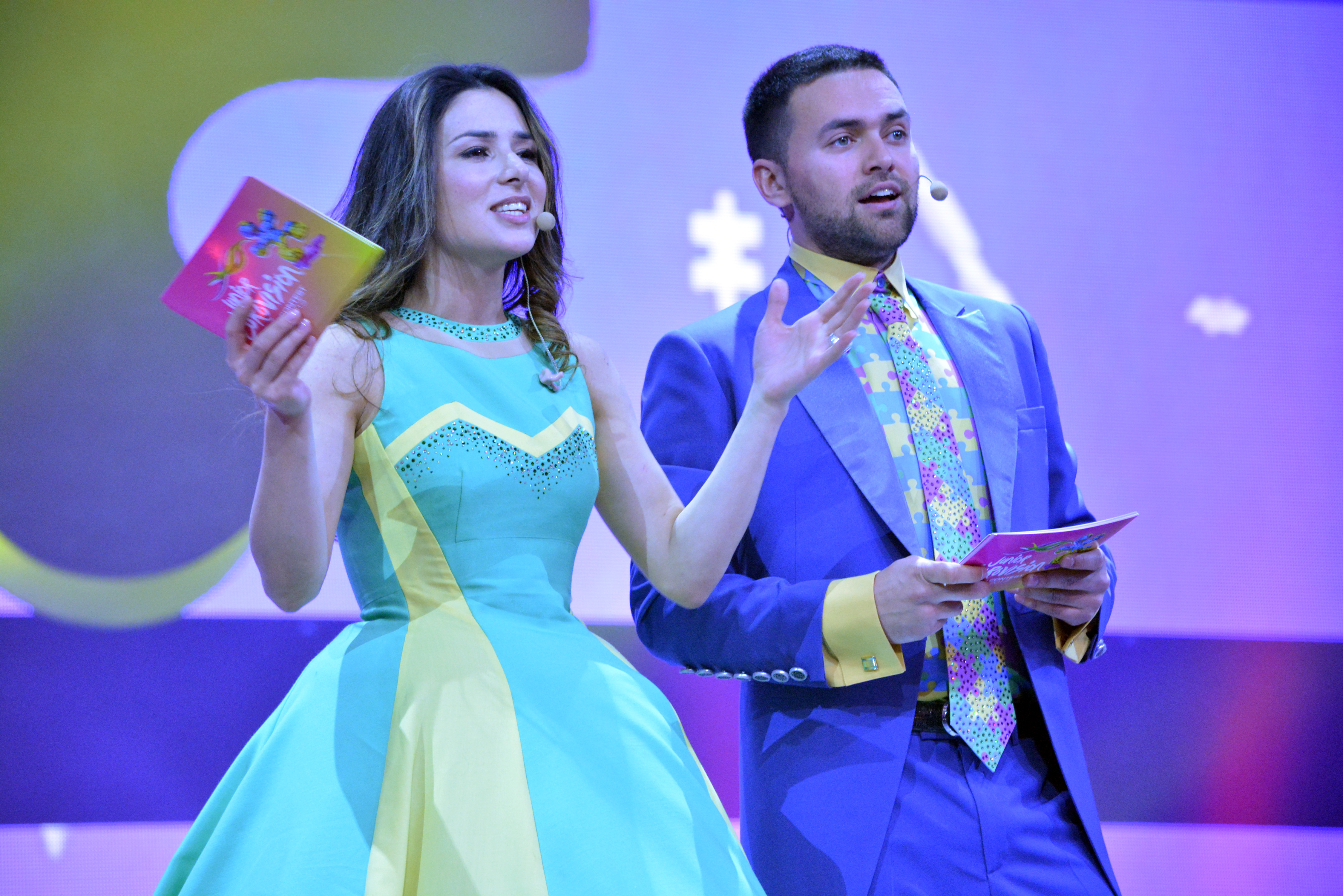
Ведущие: Злата Огневич и Тимур Мирошниченко

Вели шоу певица Злата Огневич (представительница Украины на «Евровидении-2013») и телеведущий Тимур Мирошниченко.

## Национальные отборы
Открытые национальные отборы (с использованием телеголосования) обязательны для всех стран-участниц, но некоторым странам ЕВС разрешил проводить внутренний отбор, только ради того, чтобы такие страны участвовали в текущем конкурсе. Например, в 2010 и 2011 годах исключение было сделано для Латвии.
Страны, которые подали заявку на участие в конкурсе, были обязаны провести открытый или внутренний отбор до заседания организационной группы конкурса в октябре 2012 года. Октябрьское заседание прошло 15 октября. Свои открытые отборы провели:
| Страна             | Дата (2013 г.) | Отбор                       | Вещатель                                | Информация |
| ------------------ | -------------- | --------------------------- | --------------------------------------- | --- |
| Россия             | 2 июня         | Национальный                | Россия-1/РТР-Планета/Россия-HD/Карусель | Приём заявок закончился 23 апреля. Национальный отбор выиграла Даяна Кириллова. |
| Швеция             | 6 июня         | Lilla Melodifestivalen 2013 | SVT                                     | 1 марта SVT объявило приём заявок на Lilla MF до 31 марта. Всего прослушано 24 заявок. Национальный отбор выиграл Элиас Эльффош Эльфстрём.                                                                                           |
| Грузия             | 1 августа      | Внутренний                  | GPB                                     | Грузинская телекомпания, GPB объявила имена шести участников, которые будут представлять Грузию в Киеве на детском Евровидении в этом году. На детском конкурсе Евровидение 2013 они будут выступать под названием «The Smile Shop». |
| Украина            | 2 августа      | Дитяче Євробачення-2013     | NTU                                     | Объявлен приём заявок до 31 мая. Пришло 230 заявок. В финал прошло 20 участников. В национальном отборе победительницей стала София Тарасова.                                                                                        |
| Мальта             | 25 сентября    | Внутренний                  | TVM                                     | Внутренним отбором была выбрана Гайя Кауки. |
| Армения            | 27 сентября    | Մանկական Եվրատեսիլ 2013     | ARMTV                                   | Приём заявок закончился 20 июня. Национальный отбор выиграла Моника Аванесян. |
| Нидерланды         | 28 сентября    | Junior Songfestival 2013    | AVRO                                    | Приём заявок продлился до 22 февраля. Пришло 545 заявок. Но в финал прошли только 8 участников. По результатам отбора финал выиграли Милена и Розанна.                                                                               |
| Беларусь           | 4 октября      | Песня для Евровидения-2013  | Беларусь 1/Беларусь 24                  | В финал прошло 10 участников. По результатам национального отбора выиграл Илья Волков. |
| Азербайджан        | 10 октября     | Национальный отборочный     | ITV                                     | 10 октября в бакинской музыкальной школе № 2 им. Р. Бейбутова состоялось прослушивание детей в возрасте от 10 до 15 лет. В первом этапе отбора приняли участие около 100 детей. В финале отбора выиграл Рустам Каримов.              |
| Северная Македония | 17 октября     | Внутренний                  | MKRTV                                   | Внутренним отбором была выбрана Барбара Попович. |
| Молдова            | 20 октября     | Национальный                | TRM                                     | С 8 по 18 октября объявлен приём видео- и аудиозаписей. В финале отбора выиграл Рафаэль Бобейка. |
| Сан-Марино.        | 28 октября     | Внутренний                  | SMTV                                    | Внутренним отбором был выбран Микеле Перниола. |

## Участники
| №  | Страна             | Язык                        | Исполнитель               | Песня               | Перевод                        | Очки | Место |
| -- | ------------------ | --------------------------- | ------------------------- | ------------------- | ------------------------------ | ---- | ----- |
| 1  | Швеция             | Шведский                    | Элиас Эльффош Эльфстрём   | «Det är dit vi ska» | «Вот куда мы идём»             | 46   | 9     |
| 2  | Азербайджан        | Азербайджанский, английский | Рустам Каримов            | «Me And My Guitar»  | «Я и моя гитара»               | 66   | 7     |
| 3  | Армения            | Армянский, английский       | Моника Аванесян           | «Choco Factory»     | «Шоколадная фабрика»           | 69   | 6     |
| 4  | Сан-Марино         | Итальянский                 | Микеле Перниола           | «Sole Intorno a Me» | «Солнечный свет окружает меня» | 42   | 10    |
| 5  | Северная Македония | Македонский                 | Барбара Попович           | «Охрид и музика»    | «Охрид и музыка»               | 19   | 12    |
| 6  | Украина            | Украинский, английский      | София Тарасова            | «We are One»        | «Мы едины»                     | 121  | 2     |
| 7  | Беларусь           | Русский                     | Илья Волков               | «Пой со мной»       | —                              | 108  | 3     |
| 8  | Молдова            | Румынский, английский       | Рафаэль Бобейка           | «Cum să fim»        | «Как быть»                     | 41   | 11    |
| 9  | Грузия             | Грузинский                  | «The Smile Shop»          | «Give Your Smile»   | «Подари свою улыбку»           | 91   | 5     |
| 10 | Нидерланды         | Нидерландский, английский   | Милена и Розана Ваалевейн | «Double Me»         | «Две меня»                     | 59   | 8     |
| 11 | Мальта             | Английский                  | Гайя Каучи                | «The Start»         | «Начало»                       | 130  | 1     |
| 12 | Россия             | Русский                     | Даяна Кириллова           | «Мечтай»            | —                              | 106  | 4     |

## Таблица голосования
В начале оглашения результатов голосования каждая участвующая страна получила по 12 баллов от Европейского Вещательного Союза.
| Страны получили\голосовали | Флаг ЕС | ДЖ | Флаг Швеции | Флаг Азербайджана | Флаг Армении | Флаг Сан-Марино | Флаг Северной Македонии | Флаг Украины | Флаг Беларуси | Флаг Молдовы | Флаг Грузии | Флаг Нидерландов | Флаг Мальты | Флаг России | Всего |
| -------------------------- | ------- | -- | ----------- | ----------------- | ------------ | --------------- | ----------------------- | ------------ | ------------- | ------------ | ----------- | ---------------- | ----------- | ----------- | ----- |
| Швеция                     | 12      | 1  | -           | 4                 | 3            | 5               | 1                       | 2            | 5             | 6            | 1           | 4                | -           | 2           | 46    |
| Азербайджан                | 12      | 4  | 7           | -                 | -            | 2               | 2                       | 10           | -             | 3            | 10          | 3                | 6           | 7           | 66    |
| Армения                    | 12      | 3  | 4           | -                 | -            | 4               | 4                       | 5            | 2             | 4            | 12          | 6                | 8           | 5           | 69    |
| Сан-Марино                 | 12      | 5  | 2           | 2                 | 4            | -               | -                       | 1            | 3             | 2            | 3           | 2                | 2           | 4           | 42    |
| Северная Македония         | 12      | -  | 1           | 1                 | 2            | -               | -                       | -            | 1             | -            | -           | 1                | 1           | -           | 19    |
| Украина                    | 12      | 8  | 10          | 10                | 8            | 12              | 8                       | -            | 12            | 7            | 7           | 7                | 12          | 8           | 121   |
| Беларусь                   | 12      | 10 | 5           | 6                 | 6            | 6               | 7                       | 8            | -             | 10           | 8           | 8                | 10          | 12          | 108   |
| Молдова                    | 12      | -  | 3           | 3                 | 1            | 3               | 3                       | 3            | 4             | -            | 4           | -                | 4           | 1           | 41    |
| Грузия                     | 12      | 7  | -           | 8                 | 7            | 10              | 10                      | 6            | 7             | 8            | -           | 5                | 5           | 6           | 91    |
| Нидерланды                 | 12      | 2  | 6           | 5                 | 5            | 1               | 5                       | 4            | 6             | 1            | 2           | -                | 7           | 3           | 59    |
| Мальта                     | 12      | 12 | 8           | 7                 | 10           | 6               | 12                      | 12           | 10            | 12           | 6           | 12               | -           | 10          | 130   |
| Россия                     | 12      | 6  | 12          | 12                | 12           | 8               | 6                       | 7            | 8             | 5            | 5           | 10               | 3           | -           | 106   |

### Количество высших оценок

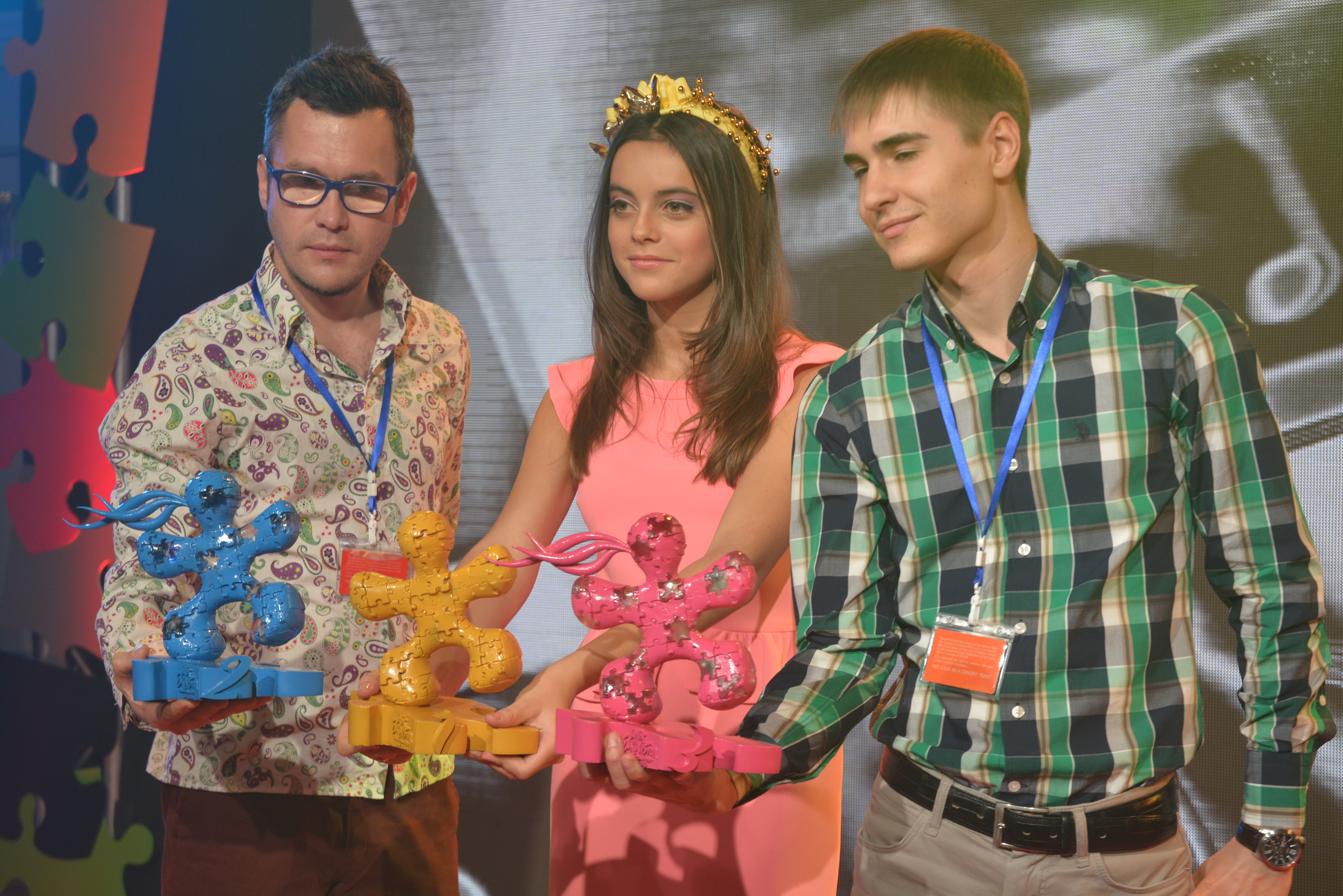
Призы конкурса: «пазлики»

| Количество | Страна, которая получила | Страна, которая проголосовала                                  |
| ---------- | ------------------------ | -------------------------------------------------------------- |
| 5          | Мальта                   | Детское жюри, Северная Македония, Украина, Молдова, Нидерланды |
| 3          | Россия                   | Швеция, Азербайджан, Армения                                   |
| 3          | Украина                  | Сан-Марино, Беларусь, Мальта                                   |
| 1          | Армения                  | Грузия                                                         |
| 1          | Беларусь                 | Россия                                                         |

| |  |  |
| Слева направо: Гайя Кауки, победительница конкурса песни «Детское Евровидение 2013» (Мальта); София Тарасова, занявшая второе место (Украина); Илья Волков, занявший третье место (Белоруссия) |  |  |

## Трансляция и комментаторы

### Глашатаи

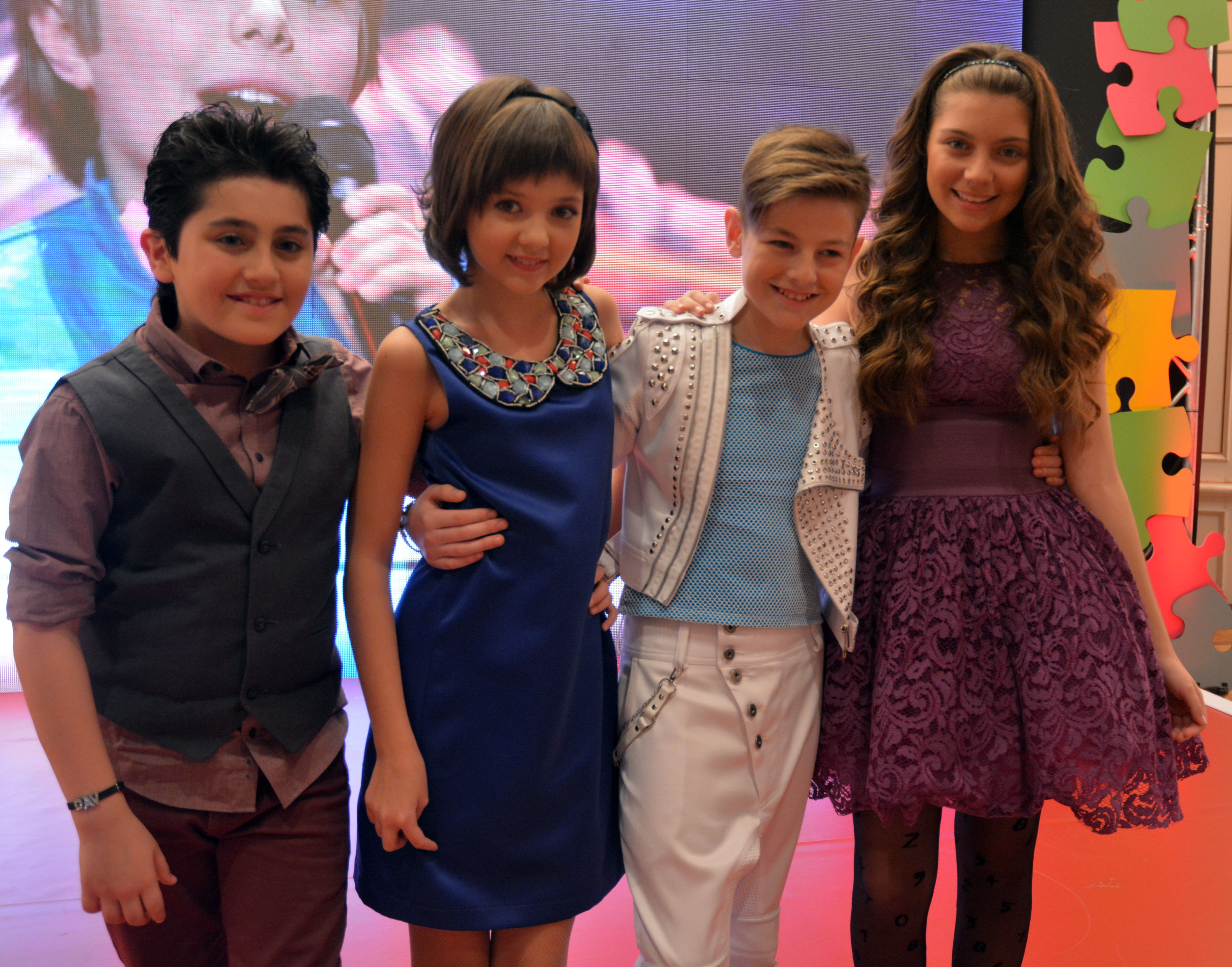
Давид Варданян (Армения), Мария Бахирева (Россия), Денис Медоне (Молдавия), Максин Паче (Мальта)

Порядок оглашения голосов каждой страны соответствует порядку выступления, за небольшим исключением — голосование началось с детского жюри. Жеребьёвка состоялась 25 ноября на вечеринке открытия конкурса.
1. Детское жюри — Анастасия Петрик
2. Швеция — Лова Сённербо (участница Детского Евровидения 2012)
3. Азербайджан — Ляман Мирзалиева
4. Армения — Давид Варданян (занявший второе место на армянском национальном отборе)
5. Сан-Марино — Джованни
6. Северная Македония — София Спасеноска
7. Украина — Елизавета Арфуш
8. Беларусь — Александра Ткач[45]
9. Молдова — Денис Мидоне (участник Детского Евровидения 2012)
10. Грузия — Елена Мегрелишвили
11. Нидерланды — Алессандро Вемпе (участник национального отбора Детского Евровидения 2012)
12. Мальта — Максин Паче (участница национального отбора Детского Евровидения 2009 и 2010)
13. Россия — Мария Бахирева

### Комментаторы
Для того, чтобы иметь возможность представлять участников и, при необходимости, предоставлять информацию о голосовании, многие страны отправили комментаторов в Киев, а некоторые комментировали из своей страны.
- Армения — Далита и Ваге Ханамирян (Армения 1)
- Австралия — Андре Ноокаду и Джорджия Маккарти (SBS Two, 1 декабря 2013, не участвовала)[46][47]
- Азербайджан — Кенуль Арифгызы (İTV)[14]
- Беларусь — Анатолий Липецкий (Белтелерадиокомпания)[48]
- Грузия — Натиа Бунтури и Гиорги Грдзелишвили (GPB)
- Греция — (DT, не участвовала)[47]
- Косово — (RTK, не участвовала)[47]
- Северная Македония — Тина Тэутовик и Спасия Вэляноска (MPT)
- Мальта — Корадзон Мицци и Дэниэл Киркоп (PBS)[14]
- Молдова — Русалина Русу (ТРМ)
- Нидерланды — Марсел Кёйер (AVRO)
- Россия — Александр Гуревич (Карусель)
- Сан-Марино — Лия Фьорио и Джильберто Гаттеи (San Marino RTV)
- Шотландия — Эван Спенс и Люк Фишер (98.8 Castle FM, не участвовала)[47][49]
- Швеция — Ильва Хеллен и Эдвард аф Силлен (SVTB)
- Украина — Татьяна Терехова (НТУ); Елена Зелинченко, Валерий Кириченко, Анастасия Яблонская (ВСРУ)[50]

## Дебют
- Сан-Марино — 25 октября телеканал SMRTV подтвердил, что страна примет участие в детском конкурсе песни Евровидение 2013. Сан-Марино стала первой западной страной, которая присоединилась к конкурсу после 2006 года (последней была Португалия)[14].

## Возвращение
- Мальта — после двухлетнего перерыва страна объявила о своем возвращении на конкурс.
- Северная Македония — после однолетнего перерыва страна объявила о своем возвращении на конкурс.

## Отказ
- Албания — Финансовые трудности. Хотя ранее по другим источникам заявлялось, что Албания будет участвовать в детском конкурсе песни Евровидение 2013 и даже была выбрана предварительная дата финала национального отбора — 1 сентября[51].
- Бельгия — Отсутствие интереса в конкурсе[52].
- Израиль — Отсутствие интереса в конкурсе[53].

## Примечательные факты
- Как было заявлено ранее, в конкурсе одним из главных гостей должна была выступить победительница взрослого Евровидения в 2004 году, Руслана. Певица даже была на генеральной репетиции конкурса и была готова выступить на сцене во время одного из интервал-актов, но, в тот же день, из-за акций протеста на «Евромайдане», Руслана потеряла голос и добавила, «что не может выступать и радовать людей, когда в стране такое творится»[54].
- В этом году для Мальты на голосовании были вручены первые 12 баллов за всю историю их участия.

## Галерея

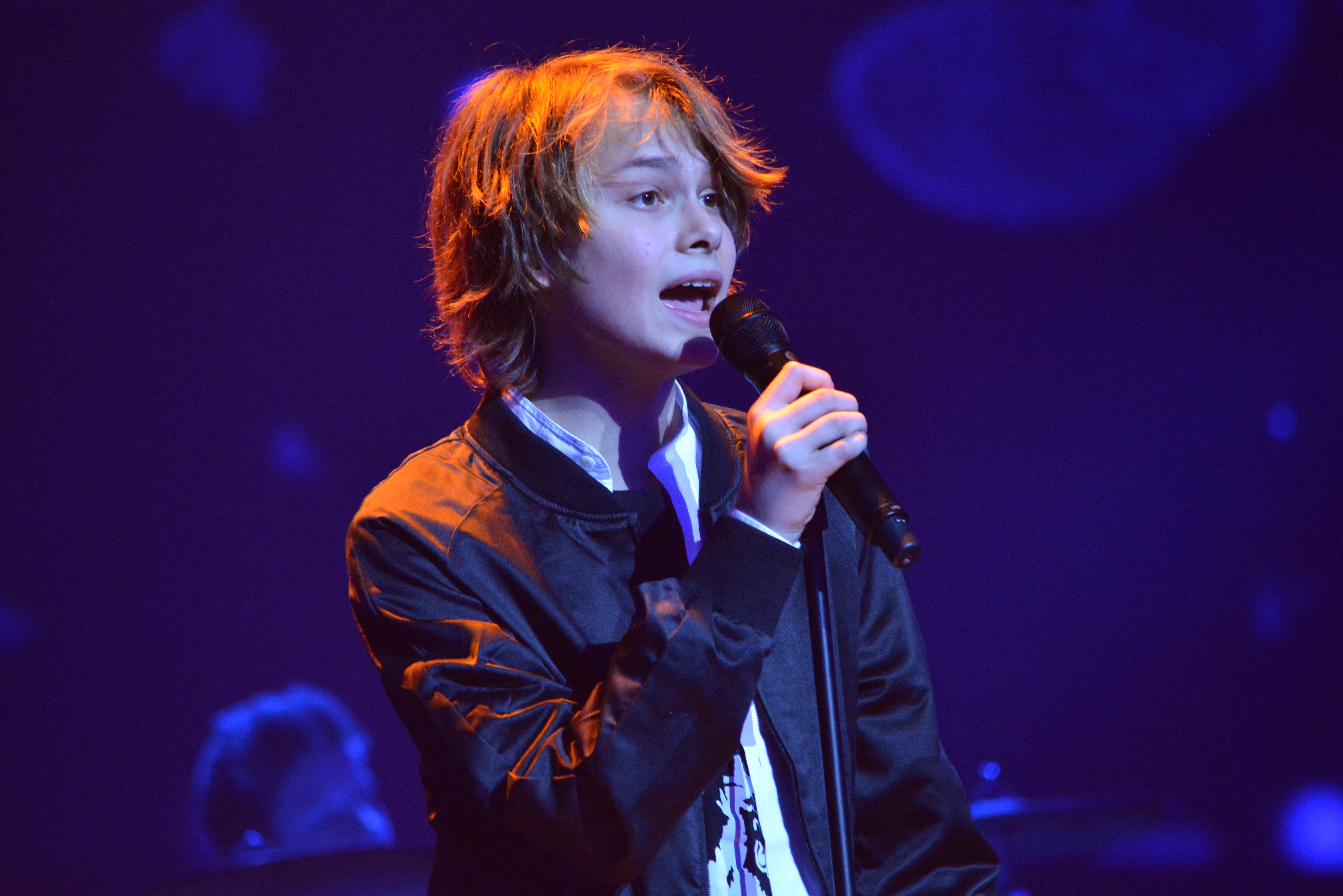
1.  Элиас
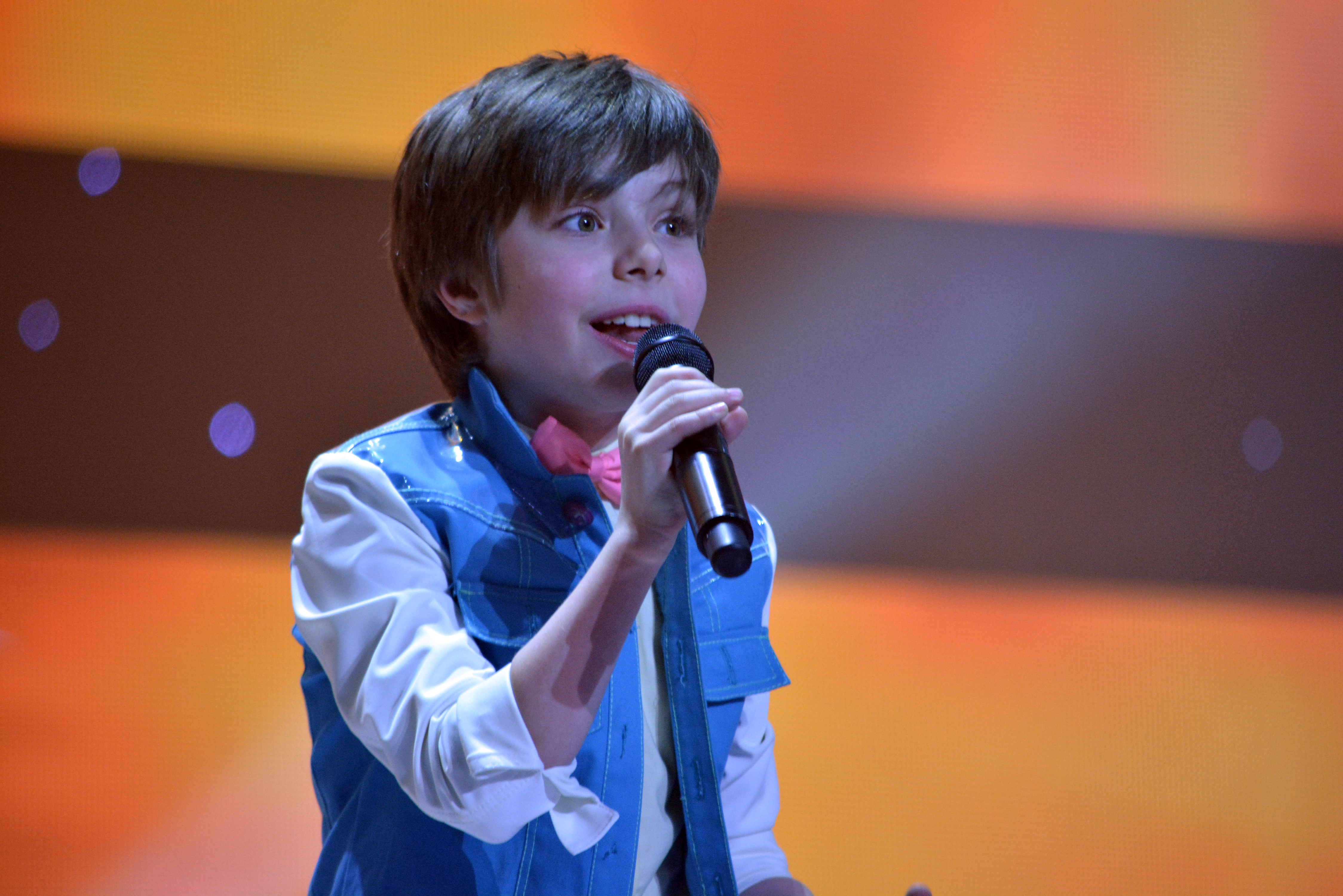
2.  Рустам Каримов
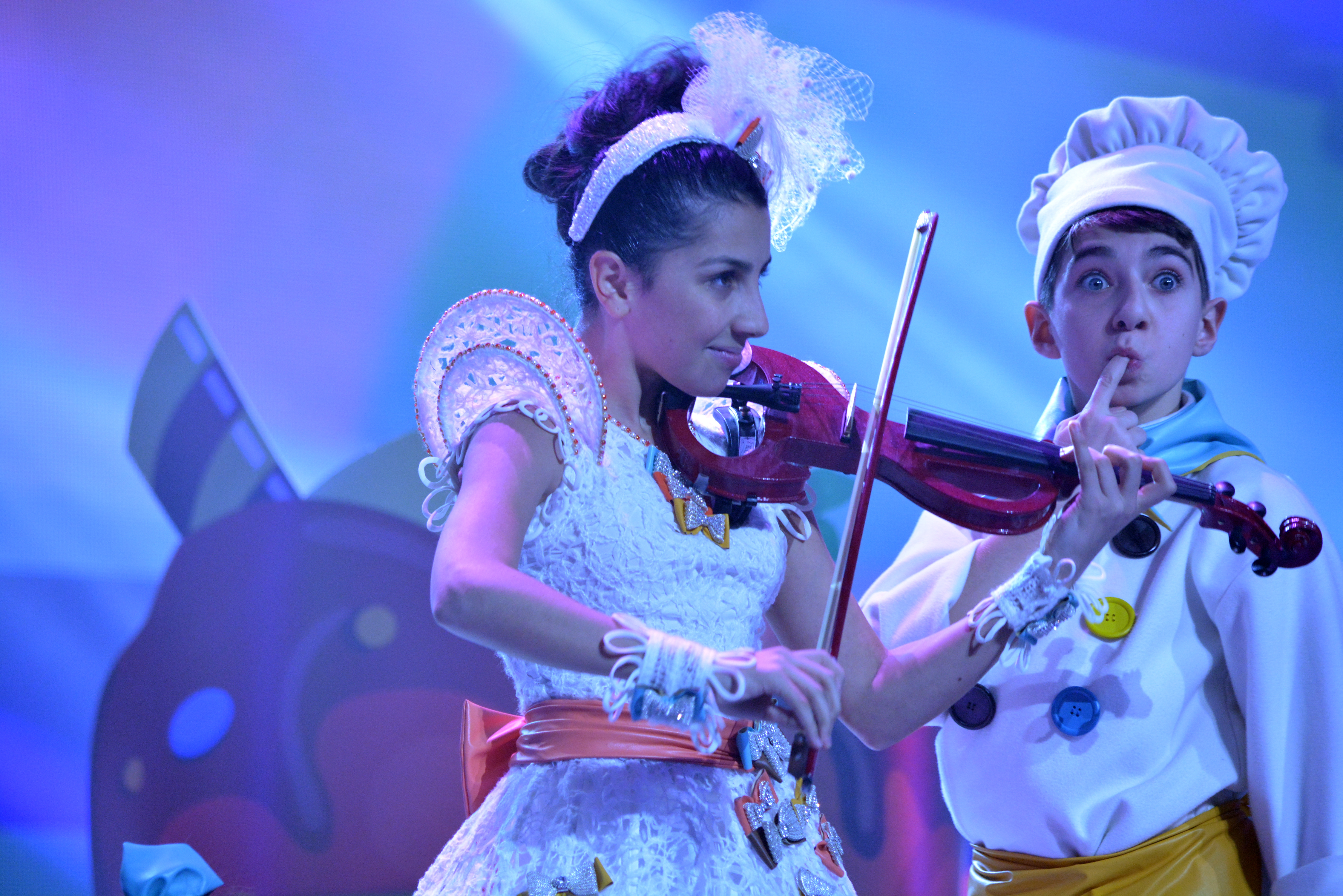
3.  Моника
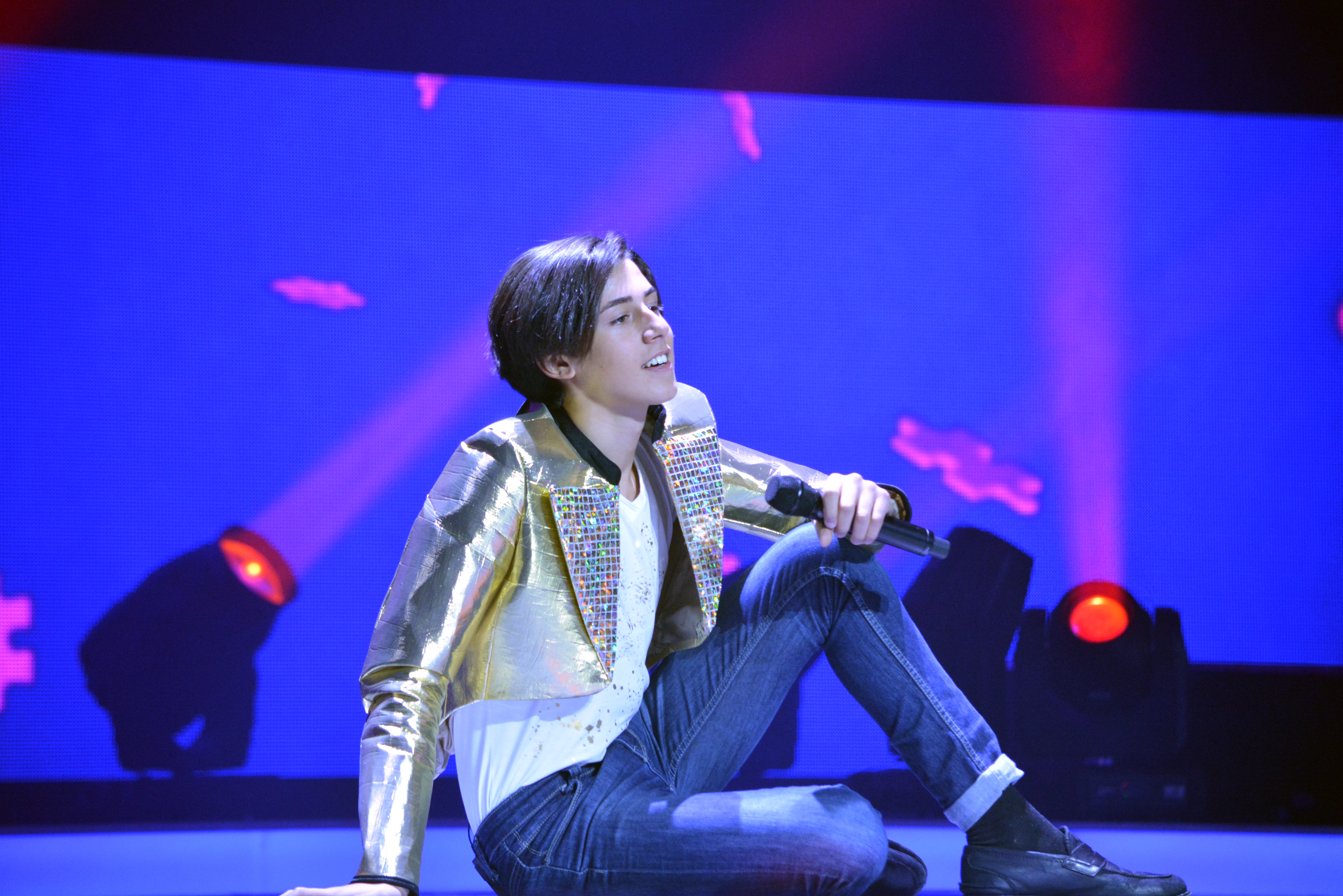
4.  Микеле Перниола
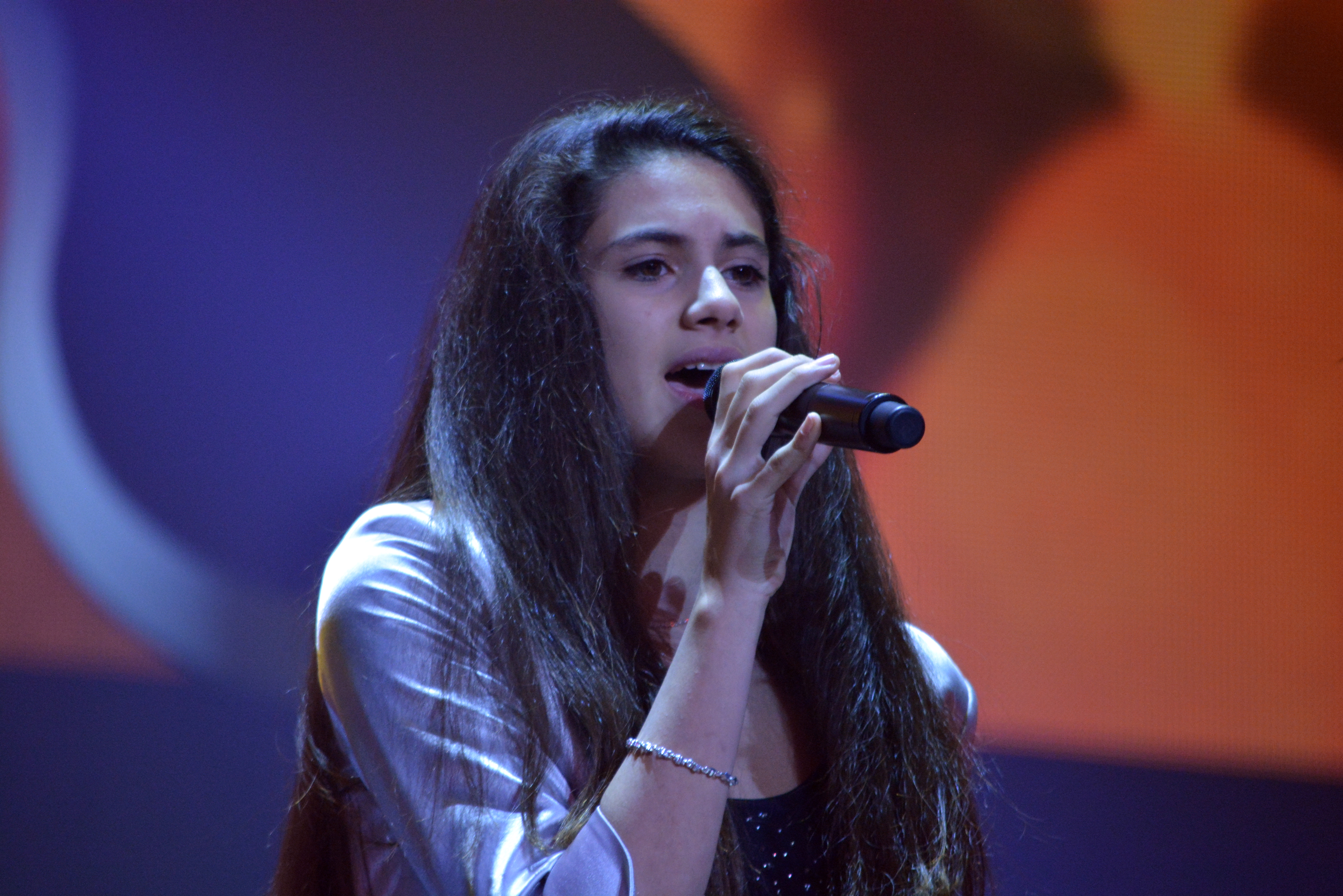
5.  Барбара Попович
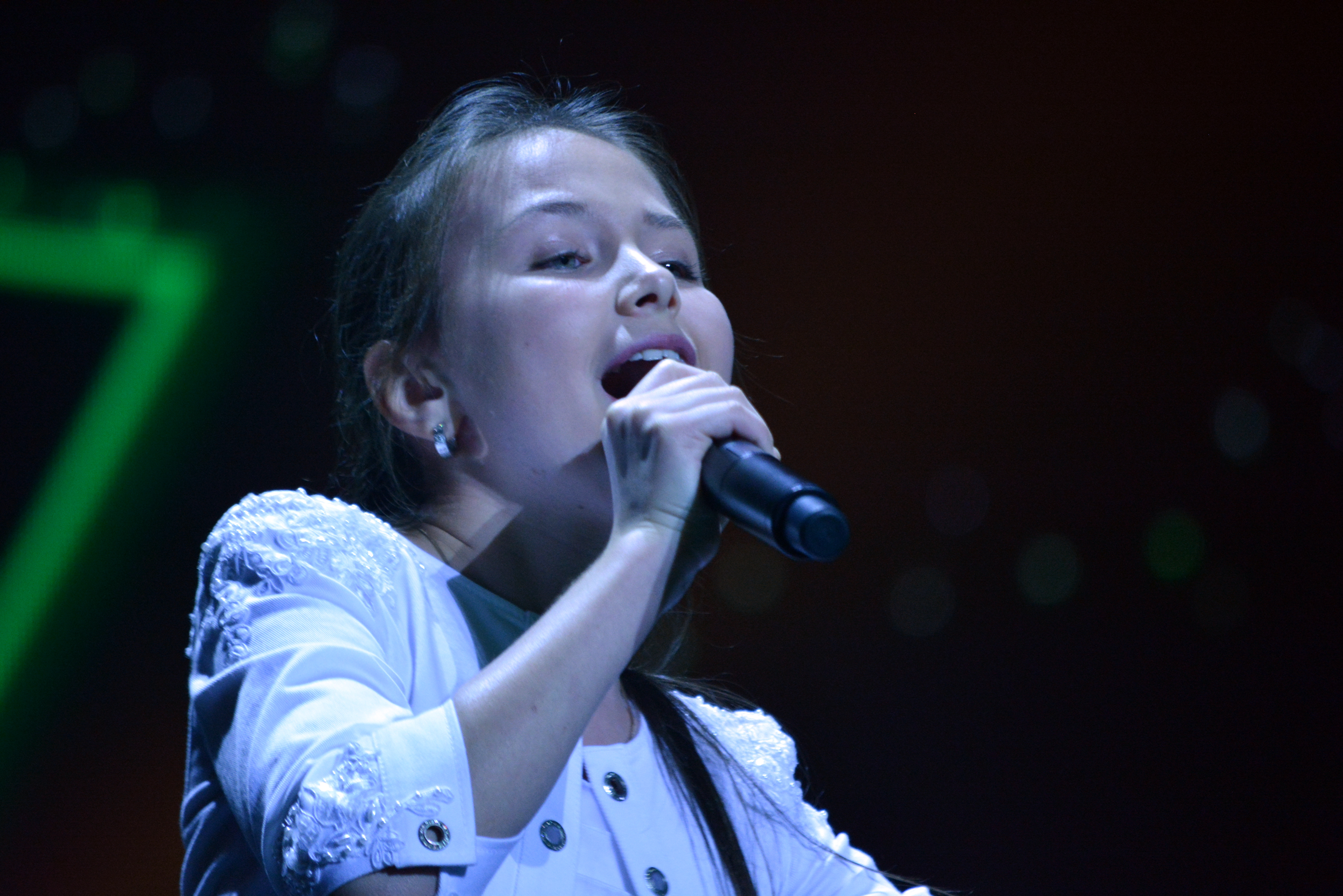
6.  София Тарасова
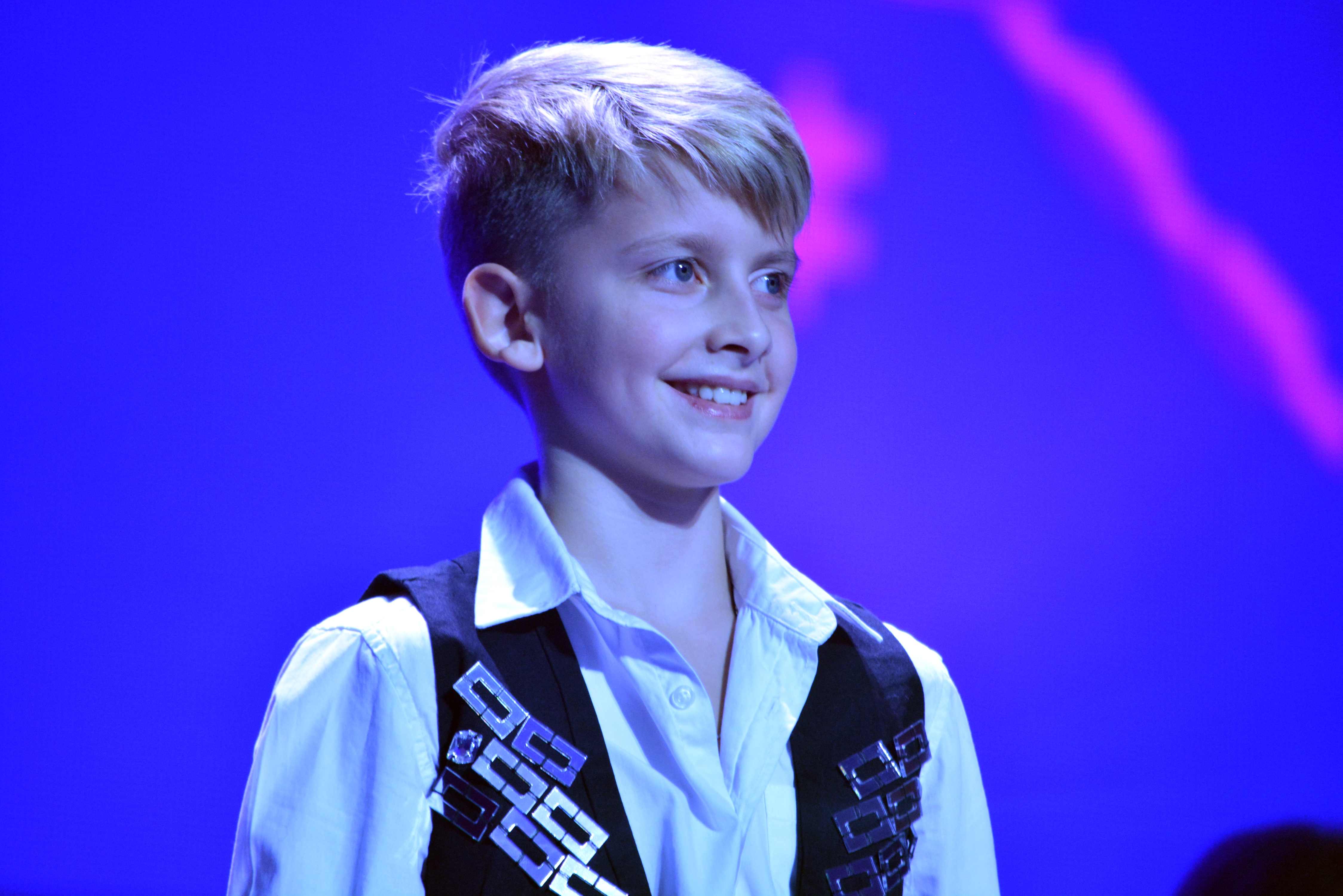
7.  Илья Волков
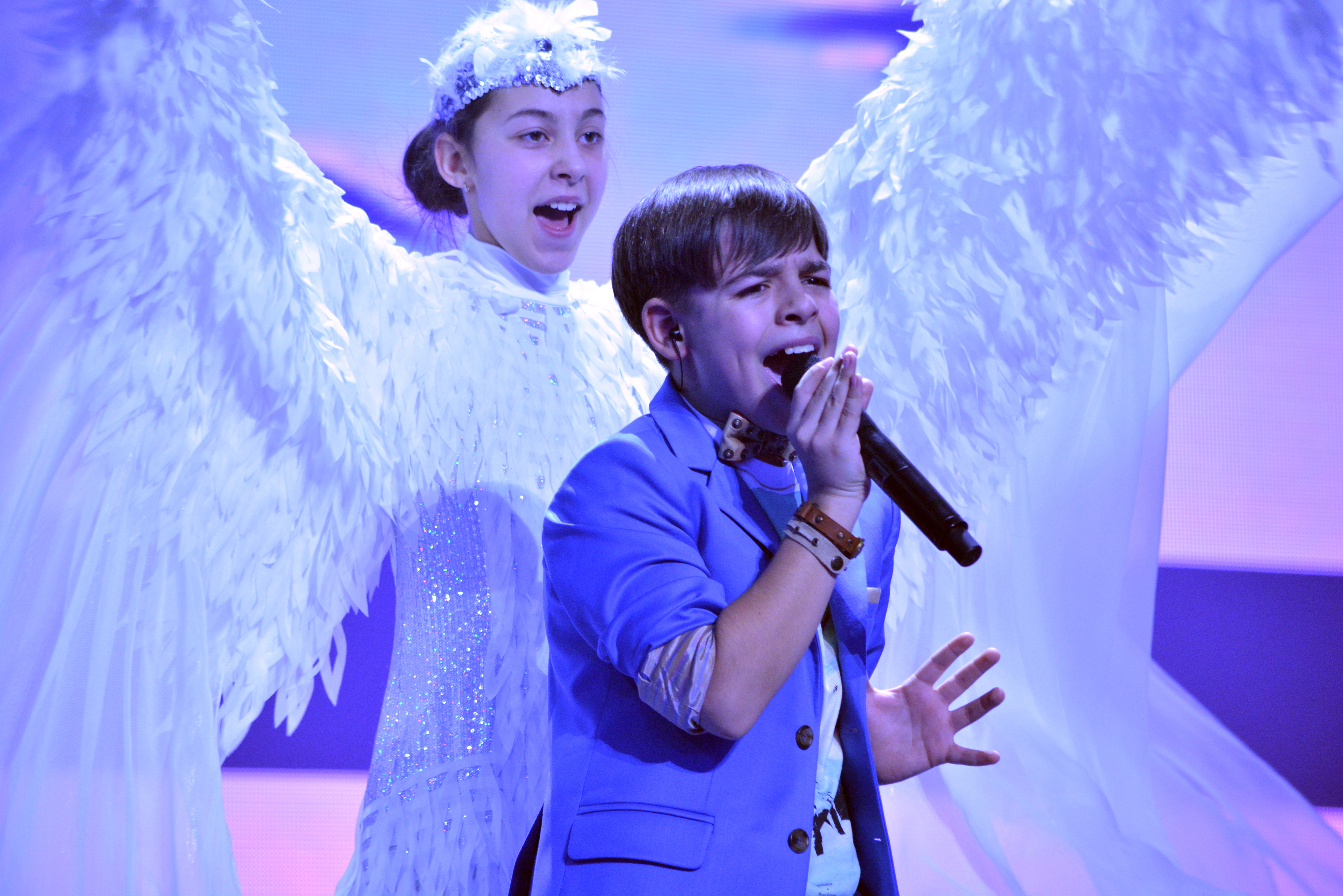
8.  Рафаэль Бобейка
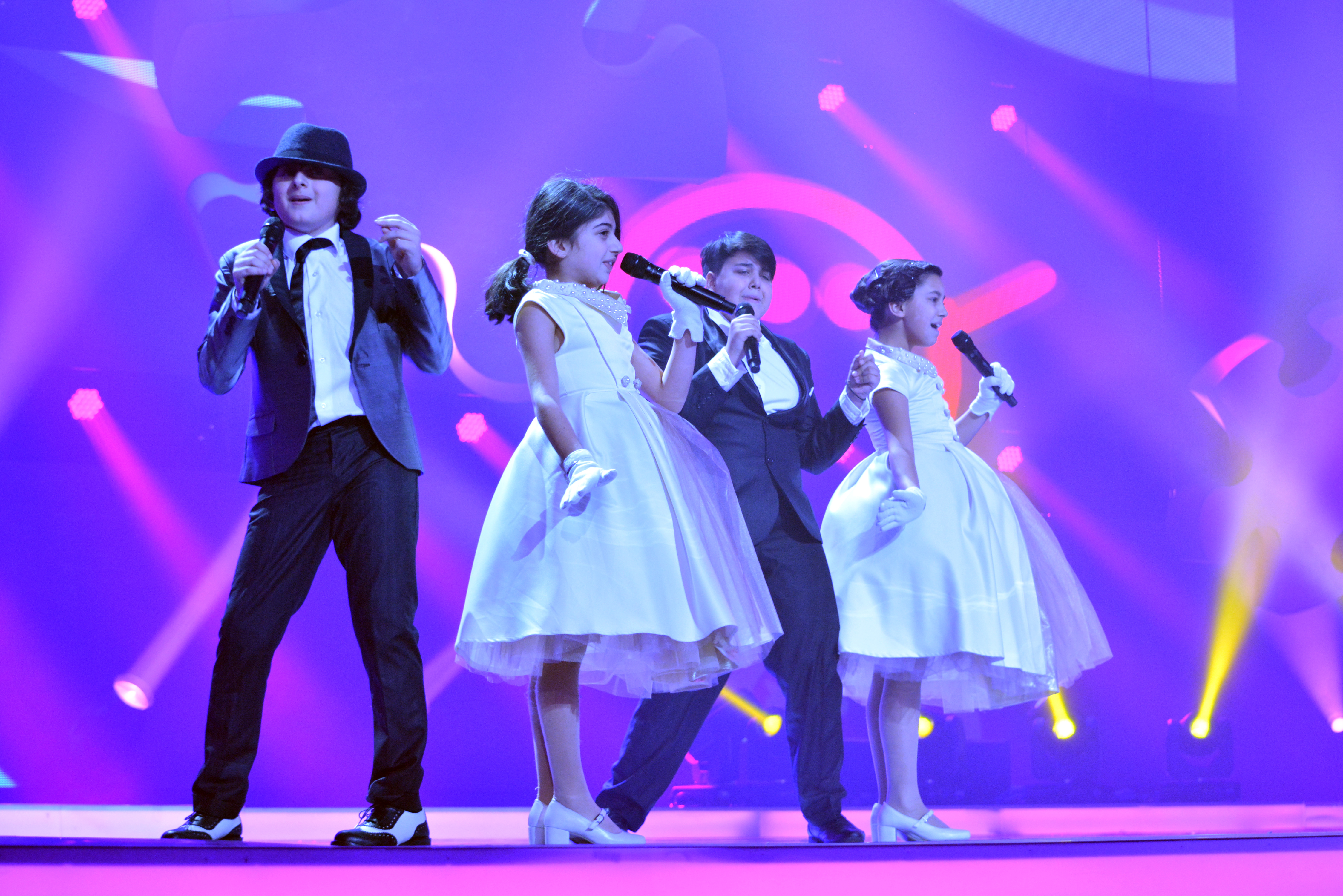
9.  «The Smile Shop»
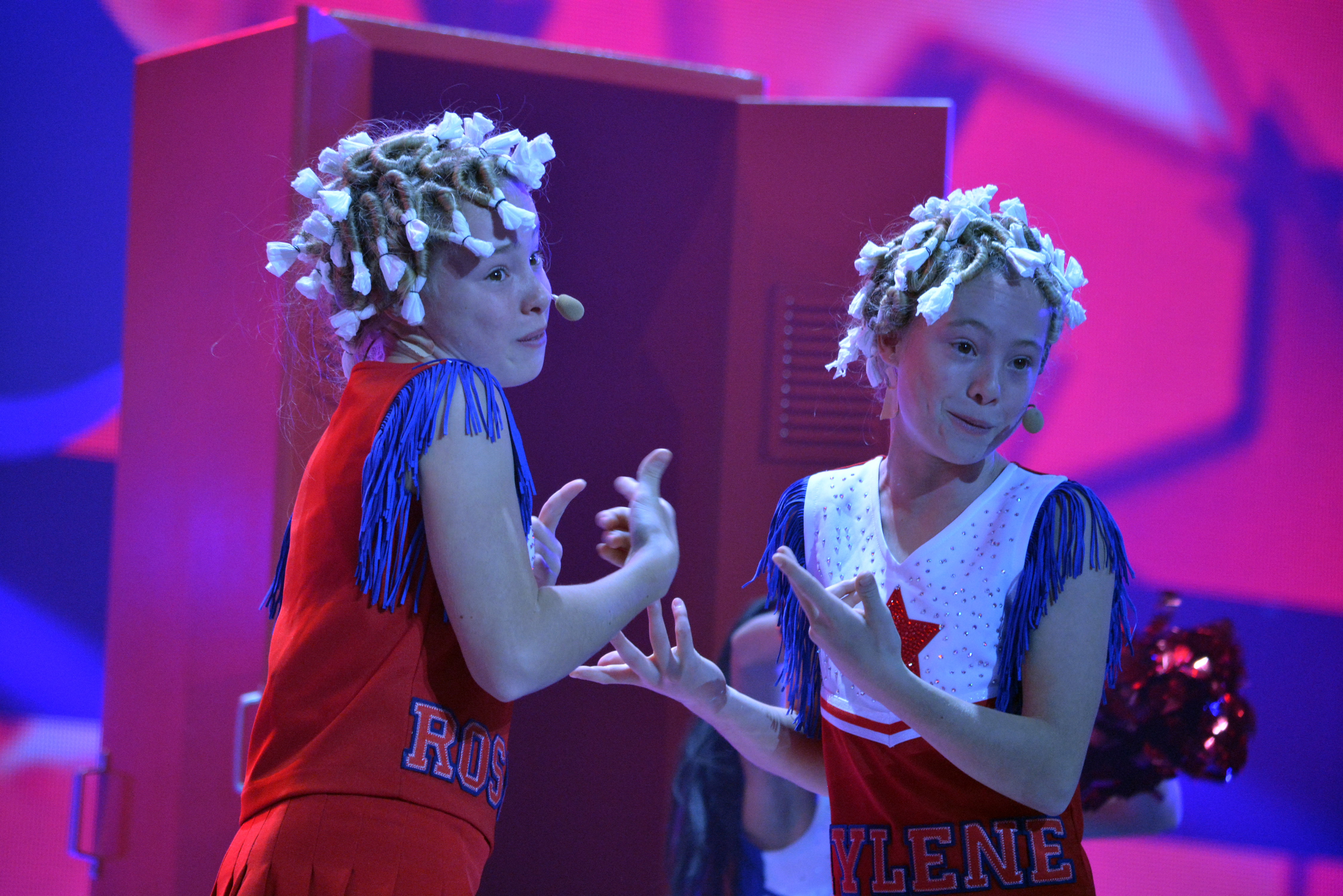
10.  Милена и Розанна
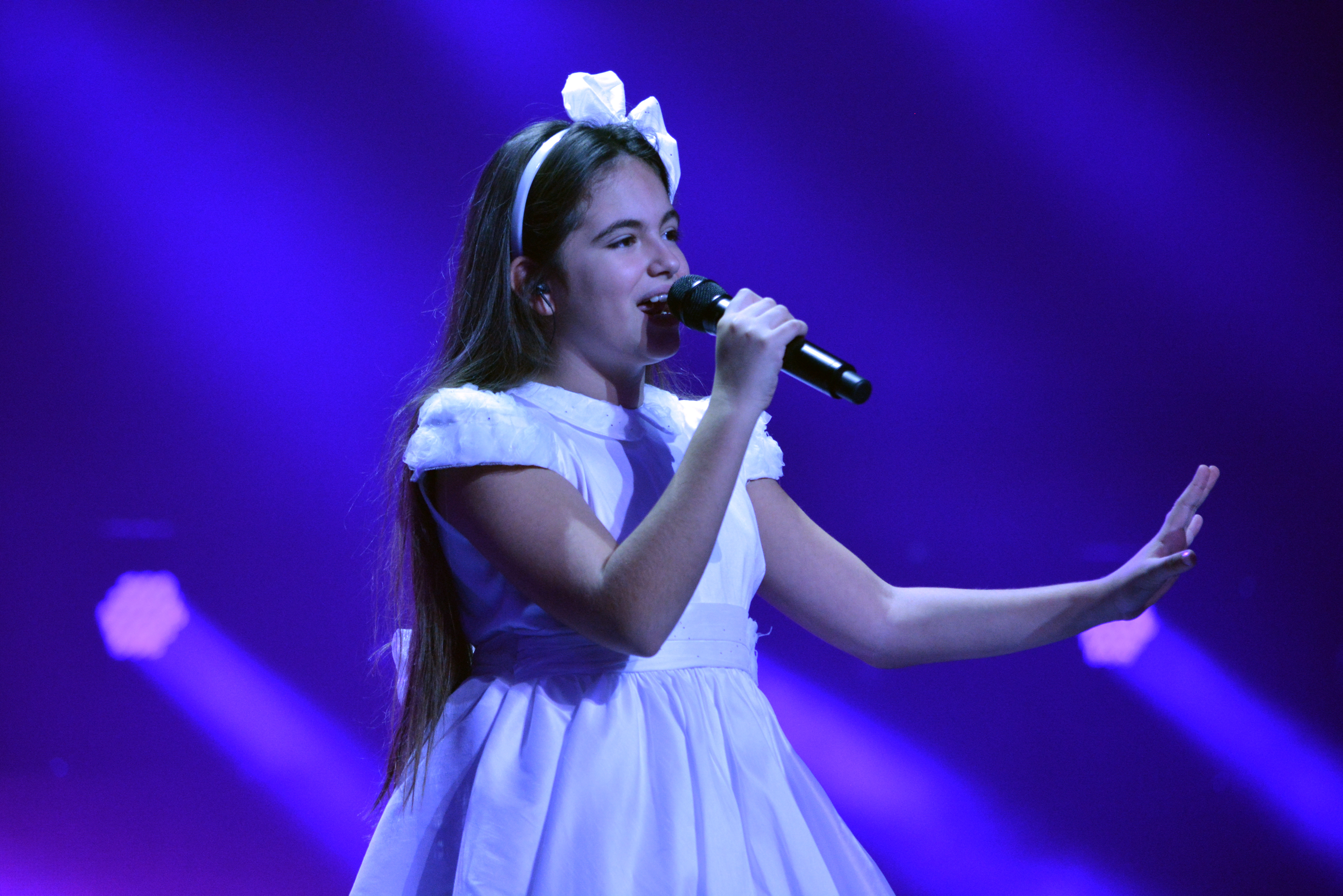
11.  Гайя Кауки
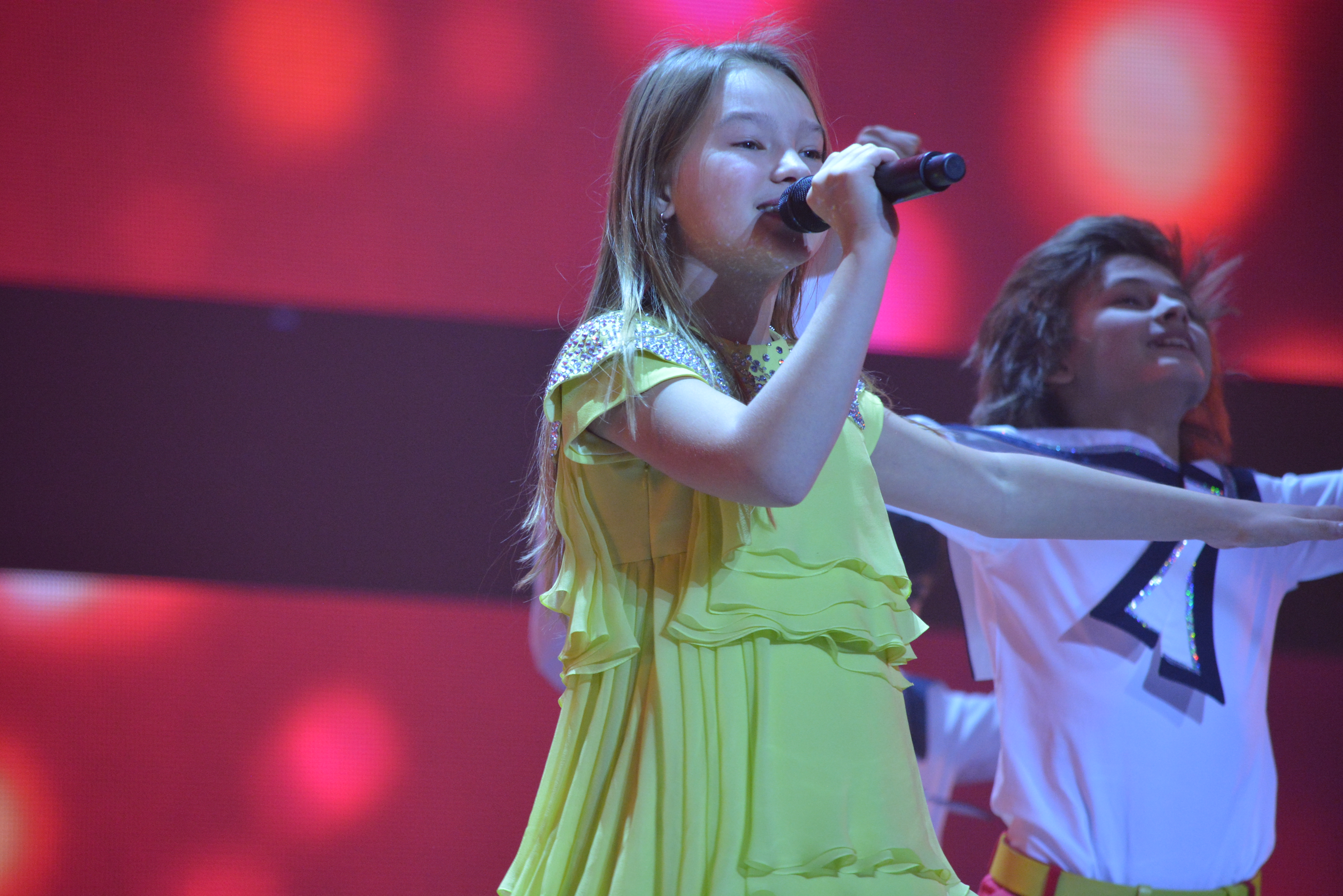
12.  Даяна Кириллова